# Cortos (Arancón)
Cortos es una localidad española del municipio de Arancón, perteneciente a la provincia de Soria, en la comunidad autónoma de Castilla y León. Forma parte de la comarca de Soria y del partido judicial de Soria.

## Historia
El censo de Pecheros de 1528, en el que no se contaban eclesiásticos, hidalgos y nobles, registraba la existencia 33 pecheros, es decir unidades familiares que pagaban impuestos.
A la caída del Antiguo Régimen la localidad se constituye en municipio constitucional, entonces conocido como Cartos en la región de Castilla la Vieja, partido de Soria que en el censo de 1842 contaba con 51 hogares y 242 vecinos.
A finales del siglo XX desaparece el municipio porque se integra en Arancón.

## Demografía
| Gráfica de evolución demográfica de Cortos entre 1842 y 1970 |
| |
| Población de derecho según los censos de población del INE Población de hecho según los censos de población del INEEntre el censo de 1981 y el anterior, este municipio desaparece porque se integra en el municipio 42024 (Arancón) |

En el año 2000 contaba con 14 habitantes, concentrados en el núcleo principal pasando a 11 en 2014.

## Lugares de interés
- Iglesia de San Esteban, de estilo barroco, construida en 1770, con un retablo romanista de 1598 realizado por Francisco Rodríguez, autor del coro escurialense de la catedral de El Burgo de Osma.
- Ermita de la Soledad.